# Comté de Sutter
Pour les articles homonymes, voir Sutter.
Le comté de Sutter (en anglais : Sutter County) est un comté américain de l'État de Californie. Au recensement des États-Unis de 2020, il compte 99 633 habitants. Son siège est Yuba City.

## Histoire
Le comté de Sutter est fondé le 18 février 1850. Il est l'un des 27 comtés originels de l'État. John Sutter lui donne son nom, tout comme aux Sutter Buttes qu'il couvre.

## Démographie
| 1850  | 1860  | 1870  | 1880  | 1890  | 1900  |
| ----- | ----- | ----- | ----- | ----- | ----- |
| 3 444 | 3 390 | 5 030 | 5 159 | 5 469 | 5 886 |

| 1910  | 1920   | 1930   | 1940   | 1950   | 1960   |
| ----- | ------ | ------ | ------ | ------ | ------ |
| 6 328 | 10 115 | 14 618 | 18 680 | 26 239 | 33 380 |

| 1970   | 1980   | 1990   | 2000   | 2010   | 2020   |
| ------ | ------ | ------ | ------ | ------ | ------ |
| 41 935 | 52 246 | 64 415 | 78 930 | 94 737 | 99 633 |